# Доходный дом Л. И. Бреше
Доходный дом Л. И. Бреше — историческое здание в Санкт-Петербурге. Расположено по адресу 10-й линия Васильевского острова, дом 25 (правая часть). Построено архитектором И. А. Калибердой в 1910 году.
Выявленный объект культурного наследия России.

## Описание
Первоначально на этом участке, выходящем к Среднему проспекту В. О., стояло лишь здание 1874 года постройки, возведённое инженером-архитектором О. Г. Клаузеном. В 1910 году к нему пристроили пятиэтажный дом в стиле классицизированного модерна с окнами арочного типа и лепниной под крышей. Облик здания получился эклектичным. Кладка была выполнена из кирпича. Потолок подъезда украшен кессонами. Архитектор Калиберда строил, в основном, доходные дома на Васильевском острове и Петроградской стороне. Среди других его построек: доходный дом Шварца и доходный дом Пуни.
В начале XX века здание принадлежало домовладельцу, швейцарского гражданину Л. И. Бреше. Квартиры и комнаты сдавались в наём.
В 2001 году дом включён в «Перечень вновь выявленных объектов, представляющих историческую, научную, художественную или иную культурную ценность». В 2018 году был произведён ремонт фасадов.